# Pseudotropheus elongatus
Pseudotropheus elongatus е вид сладководна риба от семейството Цихлиди.

## Разпространение и местообитание
Видът е ендемичен за езерото Малави, Танзания. Обитава води със слабо алкално рН и температура около 22-25 °С.

## Описание
Тялото ѝ достига на дължина до максимум 17 cm. Оцветено е в тъмносиньо.

## Хранене
Храни се с водорасли и растения.